# Bandiera anteriore di Otog
La bandiera anteriore di Otog (鄂托克前旗S, Ètuōkè QiánqíP) è una bandiera della Mongolia Interna, regione autonoma della Cina. Essa è amministrata dalla prefettura di Ordos.